# ルイ・バロス
ルイ・ジル・ソアレス・デ・バロス（Rui Gil Soares de Barros 、1965年11月24日 - ）は、ポルトガル・パレデス出身の元サッカー選手。ポルトガル代表として、1989年から1996年までの間に36試合に出場した現役時代のポジションは攻撃的MF。

## 経歴
FCポルトでプロのキャリアをスタートさせ、アトレチコ・マドリードに移籍したパウロ・フットレに代わる選手として、38試合で14得点を挙げてプリメイラ・リーガ優勝に貢献した。また1987年のインターコンチネンタルカップをも獲得した。
1988年、U23イタリア代表とU23ポルトガル代表との親善試合の際のプレーをディノ・ゾフが注目、数ヶ月後、ゾフのユヴェントスFC監督就任にあたりユベントスが獲得した。1年目からリーグ戦では12得点を挙げるなど活躍した。同年にはポルトガル年間最優秀選手賞を受賞した。1989-90年シーズンにはUEFAカップとコッパ・イタリアを獲得したが、シーズン終了後フロント陣が交代すると、チーム構想を外れ、ASモナコに売却された。ASモナコではアーセン・ヴェンゲル監督の指揮下、ジョージ・ウエア、ユーリ・ジョルカエフらとクープ・ドゥ・フランスで優勝した。
その後1993年にオリンピック・マルセイユでのプレーを経て、古巣のポルトに復帰、引退までの6シーズンプレーした。

## タイトル
FCポルト
- プリメイラ・リーガ : 1987–88, 1994–95, 1995–96, 1996–97, 1997–98, 1998–99
- インターコンチネンタルカップ ; 1987
- タッサ・デ・ポルトガル : 1987–88, 1997–98, 1999–00
- スーペルタッサ・カンディド・デ・オリベイラ : 1993, 1994, 1996, 1998, 1999
- UEFAスーパーカップ : 1987

ユヴェントス
- UEFAカップ : 1989-90
- コッパ・イタリア : 1989-90

ASモナコ
- クープ・ドゥ・フランス : 1990-91

個人
- ポルトガル年間最優秀選手賞 : 1988